# هوبير كيريان
هوبير كيريان (بالفرنسية: Hubert Curien)‏ (و. 1924 – 2005 م) هو فيزيائي، وعالم بلورات من فرنسا . وكان عضواً في الأكاديمية الفرنسية للعلوم .

## التعليم
تعلم في مدرسة الأساتذة العليا، وLycée Saint-Louis ‏

## مناصب وهيئات
أدار المركز الوطني الفرنسي للبحث العلمي.

## جوائز
حصل على جوائز منها:
- الضابط الأكبر من وسام جوقة الشرف
- نيشان الاستحقاق الوطني من رتبة قائد
- Médaille militaire [الإنجليزية]‏.